# Haáz Ferenc (etnográfus)
Haáz Ferenc (Székelyudvarhely, 1913. március 18. – Szovjetunió, 1944 őszén) erdélyi magyar etnográfus.

## Életútja
Haáz Ferenc Rezső fia, Haáz Sándor öccse. Szülővárosában a Római Katolikus Főgimnáziumot végezte (1930), a kolozsvári egyetemen földrajz–természetrajzi (1937), Budapesten néprajzi tanulmányokat végzett, itt szerzett doktorátust (1941). Előbb tanár a Székelyudvarhelyi Református Kollégiumban, majd egyetemi tanársegéd Kolozsvárt a néprajzi tanszéken. Bulgáriában járt tanulmányúton (1943).
Részt vett az Erdélyi Fiatalok szerkesztésében, az Ifjú Erdély munkatársa. A székely néprajzkutatás nagy ígérete volt: 1937-ben Parajd községről és sóbányájáról írta egyetemi dolgozatát, szaktanulmányait erdélyi hímzésekről s a korondi fazekasmesterségről a budapesti Néprajzi Értesítő közölte, tanulmánya a varsági pele- és mókusfogásról a Közlemény az Erdélyi Nemzeti Múzeum Érem- és Régiségtárából 1941-es I. kötetében jelent meg.
Önálló kötete: Udvarhelyszéki famesterségek (87 rajzzal és fényképpel, Kolozsvár 1942). Dolgozata a Gusti-féle falukutatás módszeréről (1943) kéziratban maradt.